# Vila Chã da Beira
Vila Chã da Beira era una freguesia portuguesa del municipio de Tarouca, distrito de Viseo.

## Historia
Denominada Vila Chã de Cangueiros hasta 1961, la freguesía perteneció al concelho de Ucanha hasta la extinción de este en 1836, pasando entonces al de Mondim da Beira, extinguido a su vez en 1896. Tras una breve pertenencia al concelho de Armamar, la freguesia quedó definitivamente integrada en el de Tarouca en 1898.
Afectada por un intenso proceso de despoblamiento en la segunda mitad del siglo XX (llegó a tener 528 habitantes en el censo de 1950), la freguesia de Granja Nova fue suprimida el 28 de enero de 2013, en aplicación de una resolución de la Asamblea de la República portuguesa promulgada el 16 de enero de 2013 al unirse con la freguesia de Granja Nova, formando la nueva freguesia de Granja Nova e Vila Chã da Beira.